# Filozofski fakultet Univerziteta u Zenici
Filozofski fakultet u Zenici je jedan od fakulteta Univerziteta u Zenici. Ova viskokoškolska institucija je osnovana 1994. godine, odlukom Predsjedništva RBiH, pod prvobitnim nazivom Pedagoška akademija u Zenici. 
Dekan fakulteta je v. prof. dr Memnuna Hasanica.

## Istorija
Usljed ratnih dešavanja i osjetnog nedostatka kadrova u osnovnim školama a na inicijativu Skupštine općine Zenica, Odlukom Predsjedništva RBiH, 10. marta 1994. godine formirana je Pedagoška akademija u Zenici. Naime, usljed ratnih dešavanja i naglog odliva nastavnog kadra u osnovnim školama, obrazovni sistem se, bar što se tiče Zenice i njene šire regije, suočavao sa problemom manjka učitelja i nastavnika te time prijetio smanjenju kvaliteta osnovnoškolskog obrazovnog procesa. Na osnovu iskazane potrebe, Kolegijum Univerziteta u Sarajevu je 9. decembra 1993. godine, prihvatanjem inicijative o društvenoj opravdanosti osnivanja Pedagoške akademije u Zenici, trasirao put za osnivanje ove visokoškolske institucije. Pedagoška akademija je formirana 1994. godine i postala je sastavni dio Univerziteta u Sarajevu. Prvobitno je na akademiji uspostavljen samo odsjek za razrednu nastavu a u akademskoj 2000/01. godini, upisani su i prvi studenti na novoosnovani odsjek, Matematika i informatika. Nastava na ovom odsjeku je realizovana u saradnji sa Prirodno-matematičkim fakultetom u Sarajevu.
Organizacionim jačanjem i uvođenjem novih odsjeka, akademija 2002. godine, odlukom Zeničko-dobojskog kantona a uz saglasnost Univerziteta u Sarajevu, prerasta u Pedagoški fakultet u Zenici. U međuvremenu, formiranjem Univerziteta u Zenici, fakultet automatski postaje članica ove institucije. Pedagoški fakultet 2013. godine mijenja naziv u Filozofski fakultet u Zenici.

## Odsjeci
Na fakultetu trenutno postoje sljedeći odsjeci:
- Razredna nastava (četvorogodišnji studij),
- Matematika i informatika (četvorogodišnji studij),
- Engleski jezik i književnost (četvorogodišnji studij),
- Njemački jezik i književnost (četvorogodišnji studij),
- Turski jezik i književnost (četvorogodišnji studij),
- Bošnjački, hrvatski, srpski jezik i književnost (četvorogodišnji studij) i
- Kulturalni studij

## Spoljašnje veze
- Zvanični veb-sajt